# 伊勢原市立竹園小学校
伊勢原市立竹園小学校（いせはらしりつ たけぞのしょうがっこう）は、神奈川県伊勢原市岡崎にある公立小学校。

## 学校教育目標
出典
かしこく　やさしく　たくましく

## 沿革
出典
- 1978年（昭和53年）
  - 3月27日-竹園小学校竣工
  - 4月1日-竹園小学校開校
- 1979年（昭和54年）-校章・校歌制定

## 通学地域
出典
- 東大竹の一部 （字上谷戸並びに同下谷戸及び同山王塚の一部）
- 板戸の一部
- 岡崎
- 八幡台1丁目 - 八幡台2丁目
- 東大竹2丁目の一部
- 三ノ宮の一部

## 主な進学先
出典
- 伊勢原市立伊勢原中学校